# Uíge
Cet article concerne la ville d'Angola. Pour la province d'Angola, voir Uíge (province).
Uíge (kikongo :  Wizi; appelée Carmona pendant la période coloniale, d'après Óscar Carmona) est une ville située dans le Nord de l’Angola, dans la province d’Uíge dont elle est la capitale.

## Nom
Le nom « Uíge », aussi écrit « Uíje » ou « Wizi », pourrait venir du message de bienvenue en kikongo Wiza kiambote ou de Wizidi, « arrivée » en kikongo.

## Religion
Uíge est le siège d'un évêché catholique créé le 14 mars 1967.